# Bronisław Malinowski
Bronisław Kasper Malinowski (født 7. april 1884 i Krakow, død 16. maj 1942 i New Haven, Connecticut, USA) var en polsk-engelsk antropolog. 
En af de mest betydningsfulde antropologer i det 20. århundrede, der var medstifter af socialantropologi og forgangsmand for deltagerobservation som antropologisk metode i feltstudier, som han udarbejde under 1. Verdenskrig på øgruppen Trobrianderne ved Ny Guinea. Malinowskis feltarbejde var omfattende blandt den melanesiske kultur, der før Malinowskis arbejde var betragtet som primitiv. Han beviste, at den melanesiske kultur, faktisk var højt udviklet igennem deres handels og kommunikationssystem kula, som gav mulighed for status, ægtefæller og værdigenstande. Dette samfundssystem var bundet op på magi og riter, hvilket Malinowski mente kunne forstås i lyset af den materielle kultur der opfyldte den enkeltes behov samt vedligeholde hele samfundet. Deltagerobservation er grundigt feltarbejde, hvor forskeren i længere tid, er og interagere med det samfund han/hun observere. Han lagde stor vægt på, at man studere de sociale relationer og adfærd i deres konkrete kulturelle kontekst. I den første halvdel af det 20. århundrede var Malinowski sammen med A.R Radcliff-Brown med til, at udvikle tanken om funktionalistiske antropologi, der begge var påvirket af Émilie Durkheim. I Malinowskis funktionalistiske antropologi, havde alle mennesker nogle fysiologiske behov som ”reproduktion, mad og husly” hvilket nogle sociale institutioner vil eksisterer for at opfylde. Han beskrev også nogle afledte behov, der blev delt op i fire fundamentale behov (økonomi, social kontrol, uddannelse og politisk organisation), hver af disse har deres egen normer, regler og funktion. Denne fokus på funktion er i dag ophørt, og man bruger ikke dette som den forklarende metode i antropologien. Dog er hans metode med deltagende  observation stadig brugt, og betragtes som Malinowskis største bidrag til antropologien.  

## Universitetsansættelser
- London School of Economics
- University of London
- Cornell University
- Harvard University
- Yale University